# Iekaterina Txemberdjí
Iekaterina Vladímirovna Txemberdjí, rus: Екатерина Владимировна Чемберджи́, coneguda habitualment com a Katia Tchemberdji o Jekaterina Wladimirowna Tschemberdschi (forma alemanya) (nascuda el 6 de maig de 1960), és una pianista i compositora russa.

## Biografia
Iekaterina Txemberdjí va ser admesa a l'Escola Central de Música del Conservatori de Moscou als set anys. A partir de 1978 va realitzar els seus estudis sobre temes de composició, teoria de la música i piano, entre d'altres, amb Nikolai Korndorf, Iuri Kholópov i Serguei Balassanian, i va aprovar tots els exàmens amb distinció el 1984. A partir d'aleshores, els seus diplomes en composició i teoria de la música l'han autoritzada a impartir classes. De 1984 a 1990 va treballar com a professora a l'Acadèmia de Música de Moscou Gnessin. Txemberdjí viu a Berlín des de 1990, on continua fent classes a diverses escoles de música. Com a pianista i compositora per encàrrec, ha actuat en nombrosos festivals internacionals de música de cambra, entre d'alters a Finlàndia i Suïssa.
Txemberdjí ha combinat la seva col·laboració artística amb coneguts músics com Eduard Brunner, Borís Pergàmensxikov, el seu mig germà Aleksandr Mélnikov i Natàlia Gutman.
Katia Tchemberdji ha compost música de cinema per a diverses pel·lícules russes i alemanyes. El 2007 va interpretar un paper secundari a Das Sichtbare und das Unsichtbare de Rudolf Thome, per al qual també va compondre la música per a les pel·lícules Das rote Zimmer, Rauchzeichen i Pink. L'any 2007 va estrenar la seva òpera infantil Rettet Plutó! amb nens de l'escola de música "Paul Hindemith" de Neukölln i els Ensemble Experimente sota la direcció de Gerhard Scherer.
Katia Tchemberdji toca amb Mika Yonezawa (violí) i Kleif Carnarius (violoncel) al trio Artenius fundat el 1997 des del 2005.

## Obres (selecció)
- 1990: Sonata per a clarinet i piano
- 1991: Heidelberg Trio, per a clarinet, violí i piano
- 1991: In memoriam, per a narrador, piano, trompa, violí i violoncel basat en poemes d'Anna Akhmàtova
- 1995: Tag und Nacht "Hommage à M.C. Escher", per a piano sol
- 1996: Labyrinth in memoriam Oleg Kagan, per a 12 cordes i violoncel
- 1998: Max und Moritz, òpera per a nens en 2 actes basat en l'obra homònima de Wilhelm Busch
- 2000: Quartet de corda núm. 2, de Rainer Maria Rilke
- 2003: Opposition, per a conjunt
- 2003: Drei Bogentänze, violoncel i piano
- 2003: Ma´or, per a clarinet solista
- 2006: Abschiedsgesänge, Per a quatre solistes vocals i orquestra de cambra basada en poemes de Rilke i Apol·loni
- 2007: Rettet Pluto!, Òpera infantil